# Gynaecoserica obliqua
Gynaecoserica obliqua är en skalbaggsart som beskrevs av Ahrens och Fabrizi 2009. Gynaecoserica obliqua ingår i släktet Gynaecoserica och familjen Melolonthidae. Inga underarter finns listade i Catalogue of Life.